# Julius Böhmer
Julius Böhmer (Würzburg, 19 gennaio 2002) è un cestista tedesco.

## Carriera

### Nazionale
Nel 2022 ha partecipato, con la Germania under 20, agli Europei di categoria.